# Potentilla impolita
Potentilla impolita là loài thực vật có hoa trong họ Hoa hồng. Loài này được Wahlenb. miêu tả khoa học đầu tiên năm 1814.